# (2371) Димитров
(2371) Димитров (лат. Dimitrov) — типичный астероид главного пояса, который принадлежит к редкому спектральному классу R. Он был открыт 2 ноября 1975 года советским астрономом Тамарой Смирновой в Крымской астрофизической обсерватории и назван в честь болгарского коммуниста Георгия Димитрова.

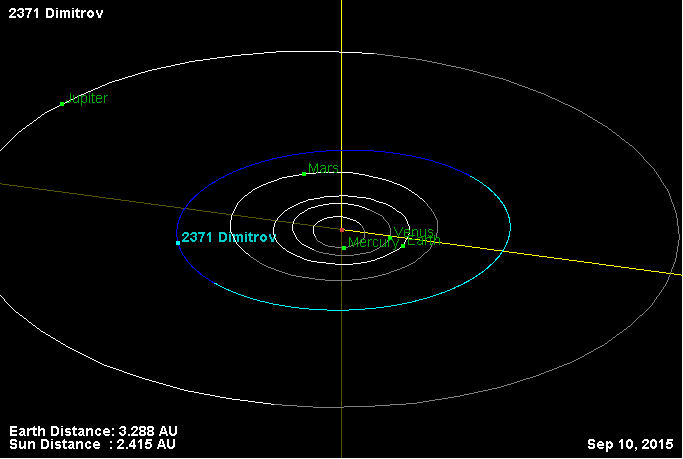
Орбита астероида Димитров и его положение в Солнечной системе